# Diasemopsis elongata
Diasemopsis elongata är en tvåvingeart som beskrevs av Charles Howard Curran 1931. Diasemopsis elongata ingår i släktet Diasemopsis och familjen Diopsidae. Inga underarter finns listade i Catalogue of Life.